# 浅見まお
浅見 まお （あさみ まお、1977年10月15日 - ）は、日本の元AV女優、元ストリッパー。
1990年代後半に活動した。

## 略歴
『Cream』『Beppin-School』などのお菓子系雑誌でのヌード・グラビアでデビュー。この当時は「小泉リカ」の芸名を使用し、誕生年を1978年と公表。
1996年以降、芸名を「浅見まお」に改め、映像作品（Vシネマ、のちにAV）に進出。童顔で小柄、幼い体型であることを生かして、ロリータ的役柄を務めた。引退後はストリップに出演。
趣味はクラシックバレエ、ピアノ、ジャズダンス、映画鑑賞、英会話。

## 作品

### オリジナルビデオ
- 堕天使学園（1996年8月21日、センテスタジオ）
- くりいむレモン エスカレーション 天使の翼（1997年3月21日、JVD）
- 女家庭教師 不倫の罠（1997年9月22日）
- 義母と新妻（1998年1月21日、ミュージアム）
- 若妻家庭教師 性体験告白（1998年3月23日、レジェンド・ピクチャーズ）→2001年9月4日（DVD再発）
- ノンフィクション 性 OLが語った真実の告白（1997年5月30日、KUKI）
- La Ruban SM倶楽部オーナー殺人事件（1997年6月25日、ムーファクトリー映像工房）
- 女子寮図鑑 OL［ハート］女子高生［ハート］看護婦の性（1997年12月19日、イメージファクトリー）
- 嬲られた果実（1998年2月、ケイエスエスエムイー＝ケイエスエス販売）
- トマト白書3 誘惑の媚薬（1998年3月27日、ピンクパイナップル＝ケイエスエス販売）
- 女の子の部屋 お手入れ生中継!!（1998年12月4日、エアフィールド）
- 詐欺性霊 まかふしぎ（1999年2月26日、アスキム＝アイディーアール）
- 刑法第39条 女・精神鑑定医　濡れた指先（1999年4月23日、アスキム＝アイディーアール）

### アダルトビデオ
- 逃避行（1998年1月30日、TANK）
- ミダラノシクミ（1998年1月30日、宇宙企画）
- 「変奏曲」恍惚のゆらめき（1999年6月25日、宇宙企画）
- KUKI BestCOLLECTION VOL.2（1998年12月11日） - 2000年12月15日（DVD再発）
- 宇宙企画99DX「女優編」
- アーカイブ（2001年8月31日、KUKI）オムニバス作品 他多数出演

小泉リカ名義
- LOVE2kiss 3（2006年1月20日、オメガゼロ）共演：北村亜樹、木村紅、安田まり
- SM淫獣図鑑 15（2006年4月、アートビデオ）
- ザ・女子大生狩り 5（2006年7月21日、クリスタル映像）他出演：山口まゆ、林果、澤野ゆかり、杏奈のの 他（VHS ザ・女子大生狩り 9などのDVD再収録）
- 総勢23人!!美女に弄られまくる3P＆4Pファック4時間（2008年4月13日、MOODYZ）他22名出演
- 極選4時間 女子大生狩り（2008年6月13日、クリスタル映像）

## 書籍

### 写真集
- 天然水（1996年12月、東京三世社、撮影：安藤青太）
- 卒業写真（1997年2月、英知出版、撮影：前場輝夫）ISBN 978-4754251024